# Примавези, Евгения
Евгения Примаве́зи (нем. Eugenie Primavesi, урожд. Бу́чек (нем. Butschek); 13 июня 1874, Лангенцерсдорф, Корнойбург — 30 мая 1962 или 31 мая 1962) — австрийская театральная актриса

 и меценатка. Совладелица Венских мастерских, поклонница творчества Густава Климта, известна по портрету его кисти.

## Биография
Евгения Бучек родилась в Лангенцерсдорфе, родном городке скульптора Антона Ханака, для которого она стала одной из главных заказчиц. В юности Евгения занималась на актёрских курсах при Венской консерватории, её дебют состоялся в Ольмюце под творческим псевдонимом Меда. Там же Евгения познакомилась с владельцем процветающего частного банка Отто Примавези, за которого вышла замуж 19 ноября 1895 года и в 21 год попрощалась со сценой, сохранив любовь к театру. В браке родилось четверо детей: сын Отто и дочери Лола, Меда и Мелитта.
Загородный дом Примавези в Винкельсдорфе, построенный по проекту Йозефа Хоффмана, стал наряду с дворцом Стокле, стал классическим образцом идеи гезамткунстверка. В нём супруги принимали именитых гостей, заботливая Евгения вела дневник, в котором записывала их предпочтения в отношении размещения, пищи, цветочных украшений и даже количества подушек. В военные годы Примавези устраивали для друзей — Хоффмана, Климта и Ханака — дважды в год так называемые «свиные фестивали» с обильными застольями и костюмированными вечеринками.
Вместе с мужем Евгения владела внушительной коллекцией картин Густава Климта. Помимо собственного портрета и портрета дочери Меды в неё входили аллегорическая картина «Надежда II» и пейзажи «Литцльберг на Аттерзе», «Садовый пейзаж с холмом». По данным Густава Небехая, Примавези выкупили на аукционах после смерти художника также «Крестьянский дом с розами» и «Дитя» в 1919 году и эскизы к фризу Стокле — в 1920-м.
После коммерческого поражения сооснователя Венских мастерских Фрица Верндорфера в 1914 году Примавези оказали финансовую поддержку предприятию и стали его главными акционерами, заняв также места в наблюдательном совете. В 1925 году супруги разошлись без официального расторжения брака, и Отто переписал свою долю в компании на Евгению, которая продолжила активную работу с клиентурой Венских мастерских, устраивая приёмы и чайные вечера. Но и ей не удалось сохранить Венские мастерские на плаву. В течение нескольких недель после смерти Отто Примавези 8 февраля 1926 года о банкротстве заявили и Венские мастерские и его банк в Ольмюце. По мнению австрийского искусствоведа Вернера Швайгера, финансовый крах Примавези стал финалом длительных распрей между супругами, касавшихся производственных, общественных и личных проблем на фоне сложной экономической обстановки. Лишившись недвижимости в Ольмюце, вдова поселилась в Вене, где проживала до своей смерти. Похоронена на Центральном кладбище в Вене.